# Clusia flaviflora
Clusia flaviflora är en tvåhjärtbladig växtart som beskrevs av Adolf Engler. Clusia flaviflora ingår i släktet Clusia och familjen Clusiaceae. Inga underarter finns listade i Catalogue of Life.